# Trentepohlia (Mongoma) fragillima
Trentepohlia (Mongoma) fragillima is een tweevleugelige uit de familie steltmuggen (Limoniidae). De soort komt voor in het Afrotropisch gebied.